# XVIII з'їзд КПУ
XVIII з'їзд КПУ — з'їзд Комуністичної партії України, що відбувся 23–26 березня 1954 року в Києві.
У роботі з'їзду взяли участь 878 делегатів з ухвальним і 66 — з дорадчим голосом, які представляли 780 615 членів і 53 162 кандидати у члени партії.

## Порядок денний з'їзду
1. Звітна доповідь ЦК КПУ (доповідач Кириченко Олексій Іларіонович).
2. Звітна доповідь Ревізійної комісії КПУ (доповідач Нечипорук Зоя Савівна).
3. Вибори керівних органів КПУ.

## Керівні органи партії
Обрано Центральний комітет в складі 111 членів і 63 кандидатів у члени ЦК, Ревізійну комісію у складі 39 осіб.

### Члени Центрального комітету
- Александров Микола Михайлович
- Ангеліна Парасковія Микитівна
- Андріанов Сергій Миколайович
- Бажан Микола Платонович
- Баранов Кузьма Васильович
- Барановський Анатолій Максимович
- Барильник Тимофій Григорович
- Бегма Василь Андрійович
- Бондар Оксана Євстахіївна
- Ботвинов Олександр Гнатович
- Бубновський Микита Дмитрович
- Буркацька Галина Євгенівна
- Валігура Іван Трохимович
- Валуєв Володимир Миколайович
- Ваш Іван Михайлович
- Вольтовський Борис Іовлевич
- Гайовий Антон Іванович
- Галицький Кузьма Микитович
- Гапій Дмитро Гаврилович
- Гмиря Петро Арсентійович
- Гнатенко Марина Василівна
- Голик Олександр Захарович
- Горшков Сергій Георгійович
- Горюнов Сергій Кіндратович
- Гречуха Михайло Сергійович
- Гришко Григорій Єлисейович
- Грушецький Іван Самійлович
- Гуреєв Микола Михайлович
- Давидов Олексій Йосипович
- Денисенко Олексій Іванович
- Дорошенко Петро Омелянович
- Дружинін Володимир Миколайович
- Дубковецький Федір Іванович
- Єпішев Олексій Олексійович
- Іванов Іван Олександрович
- Іващенко Ольга Іллівна
- Івонін Іван Павлович
- Казанець Іван Павлович
- Кальченко Никифор Тимофійович
- Караваєв Костянтин Семенович
- Кириленко Андрій Павлович
- Кириченко Олексій Іларіонович
- Кисляков Костянтин Сергійович
- Клименко Василь Костянтинович
- Климченко Неоніла Миколаївна
- Коваль Іван Лукич
- Ковпак Сидір Артемович
- Козюля Іван Корнилович
- Компанець Іван Данилович
- Ком'яхов Василь Григорович
- Конєв Іван Степанович
- Корнійчук Олександр Євдокимович
- Коротченко Дем'ян Сергійович
- Крейзер Яків Григорович
- Кривенко Яків Миколайович
- Кривонос Петро Федорович
- Кругляк Пилип Каленикович
- Кузьменко Михайло Григорович
- Кузнець Яків Мефодійович
- Кулаков Микола Михайлович
- Кухаренко Лідія Іванівна
- Лазуренко Михайло Костянтинович
- Литвин Костянтин Захарович
- Маленкін Андрій Сергійович
- Марков Василь Сергійович
- Марченко Мотрона Михайлівна?
- Морозова Євдокія Семенівна
- Москалець Костянтин Федорович
- Назаренко Іван Дмитрович
- Найдек Леонтій Іванович
- Нікітченко Віталій Федотович
- Новиков Семен Михайлович
- Онищенко Вадим Прохорович
- Онищенко Григорій Потапович
- Палладін Олександр Володимирович
- Панасюк Денис Харитонович
- Пашин Михайло Андрійович
- Пєтухов Костянтин Дмитрович
- Підгорний Микола Вікторович
- Поборчий Олександр Павлович
- Полянський Дмитро Степанович
- Попов Маркіан Михайлович
- Посмітний Макар Онисимович
- Поченков Кіндрат Іванович
- Рогинець Михайло Георгійович
- Рожанчук Микола Михайлович
- Рудаков Олександр Петрович
- Савченко Марія Харитонівна
- Сахновський Георгій Леонідович
- Семинський Віталій Купріянович
- Сєнін Іван Семенович
- Синиця Михайло Сафронович
- Синяговський Петро Юхимович
- Слободянюк Маркіян Сергійович
- Співак Марк Сидорович
- Стафійчук Іван Йосипович
- Стахурський Михайло Михайлович
- Степченко Федір Петрович
- Строкач Тимофій Амвросійович
- Тарасов Степан Никонович
- Титов Віталій Миколайович
- Тичина Павло Григорович
- Тищенко Сергій Іларіонович
- Туряниця Іван Іванович
- Федоров Олексій Федорович
- Чеканюк Андрій Терентійович
- Чуйков Василь Іванович
- Шевель Георгій Георгійович
- Шевчук Григорій Іванович
- Шупик Платон Лукич
- Щербак Пилип Кузьмич

### Кандидати в члени Центрального комітету
- Адамець Данило Іванович
- Ананченко Федір Гурійович
- Бабійчук Ростислав Володимирович
- Балакірєв Костянтин Михайлович
- Бескровнов Петро Максимович
- Бєлогуров Микола Кіндратович
- Булгаков Олександр Олександрович
- Бутенко Григорій Прокопович
- Виштак Степанида Демидівна
- Голубар Семен Григорович
- Григор'єв Володимир Сергійович
- Гриценко Павло Пилипович
- Гусєв Володимир Іванович
- Додь Феодосій Леонтійович
- Дядик Іван Іванович
- Єлістратов Петро Матвійович
- Єременко Анатолій Петрович
- Єсипенко Іван Іванович
- Клименко Фросинія Григорівна
- Коваль Олексій Григорович
- Коваль Федір Тихонович
- Козланюк Петро Степанович
- Конопкін Митрофан Михайлович
- Кременчугська-Мурай Ольга Сергіївна
- Лелюшенко Дмитро Данилович
- Маликов Степан Федорович
- Мезенцев Леонід Гаврилович
- Назаренко Іван Тимофійович
- Нежевенко Григорій Семенович
- Нощенко Петро Хомич
- Пантелюк Юрій Йосипович
- Підтиченко Марія Максимівна
- Пізнак Федір Іванович
- Пінчук Григорій Павлович
- Піснячевський Дмитро Петрович
- Прикордонний Дмитро Максимович
- Прусаков Микола Юхимович
- Речмедін Леонід Остапович
- Решетняк Пилип Нестерович
- Рудницький Петро Васильович
- Савков Микола Никифорович
- Селіванов Олександр Гнатович
- Сидоренко Олександр Петрович
- Скрябін Володимир Володимирович
- Сорока Євдоким Дмитрович
- Степичев Василь Васильович
- Титаренко Олексій Антонович
- Ткачук Марко Якович
- Третьяков Григорій Іванович
- Троценко Стефанія Яківна
- Трусов Костянтин Ананійович
- Тульчинська Віра Петрівна
- Турбай Григорій Автономович
- Усов Павло Олексійович
- Хохол Олена Миколаївна
- Ципанович Василь Андрійович
- Чернявський Олександр Пилипович
- Червоненко Степан Васильович
- Шелест Петро Юхимович
- Шинкаренко Федір Іванович
- Щербицький Володимир Васильович
- Яворський Іван Йосипович
- Якименко Семен Семенович

### Члени Ревізійної комісії
- Бакланов Гліб Володимирович
- Бігунець Іван Юрійович
- Блятон Микола Григорович
- Гавриленко Микола Остапович
- Головченко Іван Харитонович
- Дементьєв Георгій Гаврилович
- Іванов Володимир Петрович
- Калачов Борис Терентійович
- Коваль Борис Андронікович
- Козицький Пилип Омелянович
- Колосов Микола Андрійович
- Кондратюк Марія Кирилівна
- Коротков Федір Іванович
- Косенко Зоя Миколаївна
- Левченко Іван Федотович
- Литовченко Григорій Павлович
- Логвин Іван Михайлович
- Лутак Іван Кіндратович
- Малущенко Митрофан Єгорович
- Мацуй Петро Панасович
- Месюренко Лука Максимович
- Мокроус Федір Якович
- Мужицький Олександр Михайлович
- Нечипорук Зоя Савівна
- Пашко Яків Юхимович
- Передерій Ольга Іванівна
- Пєшков Василь Аврамович
- Подольський Микола Тимофійович
- Прилюк Дмитро Михайлович
- Руденко Марія Антонівна
- Рудич Михайло Антонович
- Савельєв Іван Степанович
- Слонь Михайло Варнайович
- Смирнов Віктор Іванович
- Судейко Степан Володимирович
- Філонов Іван Георгійович
- Храпунов Павло Пилипович
- Штокало Йосип Захарович
- Щербина Олексій Романович